# 사우디아라비아의 기후
사우디아라비아의 기후(Climate of Saudi Arabia)는 사우디아라비아의 기후를 말한다. 기후 특성상 사우디아라비아의 경우 낮에는 온도가 높은 반면, 밤에는 온도가 낮은 특징을 이루고 있다. 주된 기후는 이집트와 마찬가지로 비슷한 기후의 성질을 가진 더운 사막 기후로 분포되어 있는 특징을 가지고 있으며, 일부는 한랭 사막 기후(BWk)와 남서부 지역처럼 덜 건조한 특성을 가진 스텝 기후(BSh)를 가끔 띄기도 하고 있다. 일 지역의 경우 강우량이 많아지게 되더라도, 고산 지역 이형 지대에서는 일부에 한하여 한랭 스텝 기후(BSk)를 띈 지역도 더러 있다. 그래서 지역에 따른 온도차의 편차가 심한 것 외에도 강수량도 큰 편차를 가지고 있는 특성을 둔다. 자생하게 되어 있는 주요 식생은 주로 대추야자가 가장 흔히 볼 수 있는 자생목이기도 하며, 그 외에도 약간의 목초와 관목 등도 역시 자란다.

## 주요 기후
주요 기후는 수도인 리야드(Riyadh)를 기준으로 한다. 연 강우량은 약 111mm로 비교적 많지 않은 수준에 이르고 있으며, 설명상으로는 cm로 기술되어 있기 때문이다. 해당 지역의 기후는 BWh이다.
| 리야드의 기후            | 리야드의 기후 | 리야드의 기후 | 리야드의 기후 | 리야드의 기후 | 리야드의 기후 | 리야드의 기후 | 리야드의 기후 | 리야드의 기후 | 리야드의 기후 | 리야드의 기후 | 리야드의 기후 | 리야드의 기후 | 리야드의 기후 |
| 월                       | 1월           | 2월           | 3월           | 4월           | 5월           | 6월           | 7월           | 8월           | 9월           | 10월          | 11월          | 12월          | 연간          |
| ------------------------ | ------------- | ------------- | ------------- | ------------- | ------------- | ------------- | ------------- | ------------- | ------------- | ------------- | ------------- | ------------- | ------------- |
| 역대 최고 기온 °C (°F)   | 33 (92)       | 36 (97)       | 38 (101)      | 43 (109)      | 47 (117)      | 53 (128)      | 48 (119)      | 47 (116)      | 45 (113)      | 43 (109)      | 36 (97)       | 32 (90)       | 53 (128)      |
| 일평균 최고 기온 °C (°F) | 19 (67)       | 23 (74)       | 27 (80)       | 32 (90)       | 38 (101)      | 41 (106)      | 43 (109)      | 42 (108)      | 40 (104)      | 34 (94)       | 27 (81)       | 22 (71)       | 32 (90)       |
| 일일 평균 기온 °C (°F)   | 14 (58)       | 17 (62)       | 21 (70)       | 27 (80)       | 32 (90)       | 34 (94)       | 36 (97)       | 36 (96)       | 33 (91)       | 28 (82)       | 22 (71)       | 17 (62)       | 26 (79)       |
| 일평균 최저 기온 °C (°F) | 11 (52)       | 15 (59)       | 21 (69)       | 26 (78)       | 28 (83)       | 29 (84)       | 27 (81)       | 26 (78)       | 20 (68)       | 16 (60)       | 11 (52)       | 9 (48)        | 20 (68)       |
| 역대 최저 기온 °C (°F)   | −1 (30)       | 0 (32)        | 5 (41)        | 11 (52)       | 17 (63)       | 20 (68)       | 22 (72)       | 22 (72)       | 16 (61)       | 12 (54)       | 7 (45)        | 2 (35)        | −1 (30)       |
| 평균 강수량 cm (인치)    | 1.4 (0.6)     | 1.0 (0.4)     | 2.4 (0.9)     | 2.9 (1.1)     | 0.8 (0.3)     | 0 (0)         | 0.1 (0.0)     | 0.1 (0.0)     | 0 (0)         | 0.3 (0.1)     | 0.7 (0.3)     | 1.4 (0.6)     | 11.1 (4.4)    |
| 출처: Weatherbase        |               |               |               |               |               |               |               |               |               |               |               |               |               |

## 같이 보기
- 지구 온난화의 영향
- 이집트의 기후